# 厄瑞玻斯冰川
77°40′S 167°6′E / 77.667°S 167.100°E
厄瑞玻斯冰川是南極洲的冰川，位於羅斯島，處於埃里伯斯火山南坡，最終注入伊里布斯灣，在1904年由羅伯特·斯科特率領的探險隊命名。